# This Will Destroy You (2008)
This Will Destroy You är ett självbetitlat debutalbum ifrån den amerikanska post-rockgruppen This Will Destroy You. Det släpptes i januari 2008 (Magic Bullet Records).

## Låtlista
1. "A Three-Legged Workhorse" - 9:12
2. "Villa Del Refugio" - 7:06
3. "Threads" - 5:41
4. "Leather Wings" - 3:30
5. "The Mighty Rio Grande" - 11:18
6. "They Move on Tracks of Never-Ending Light" - 6:59
7. "Burial on the Presidio Banks" - 7:43